# گرد ولکر شوک
گرد ولکر شوک (انگلیسی: Gerd-Volker Schock؛ زادهٔ ۸ آوریل ۱۹۵۰) بازیکن فوتبال اهل آلمان است.
از باشگاه‌هایی که در آن بازی کرده‌است می‌توان به باشگاه فوتبال اسنابروک و باشگاه فوتبال آرمینیا بیله‌فلد اشاره کرد.